# 憲法制定議会議員委員会

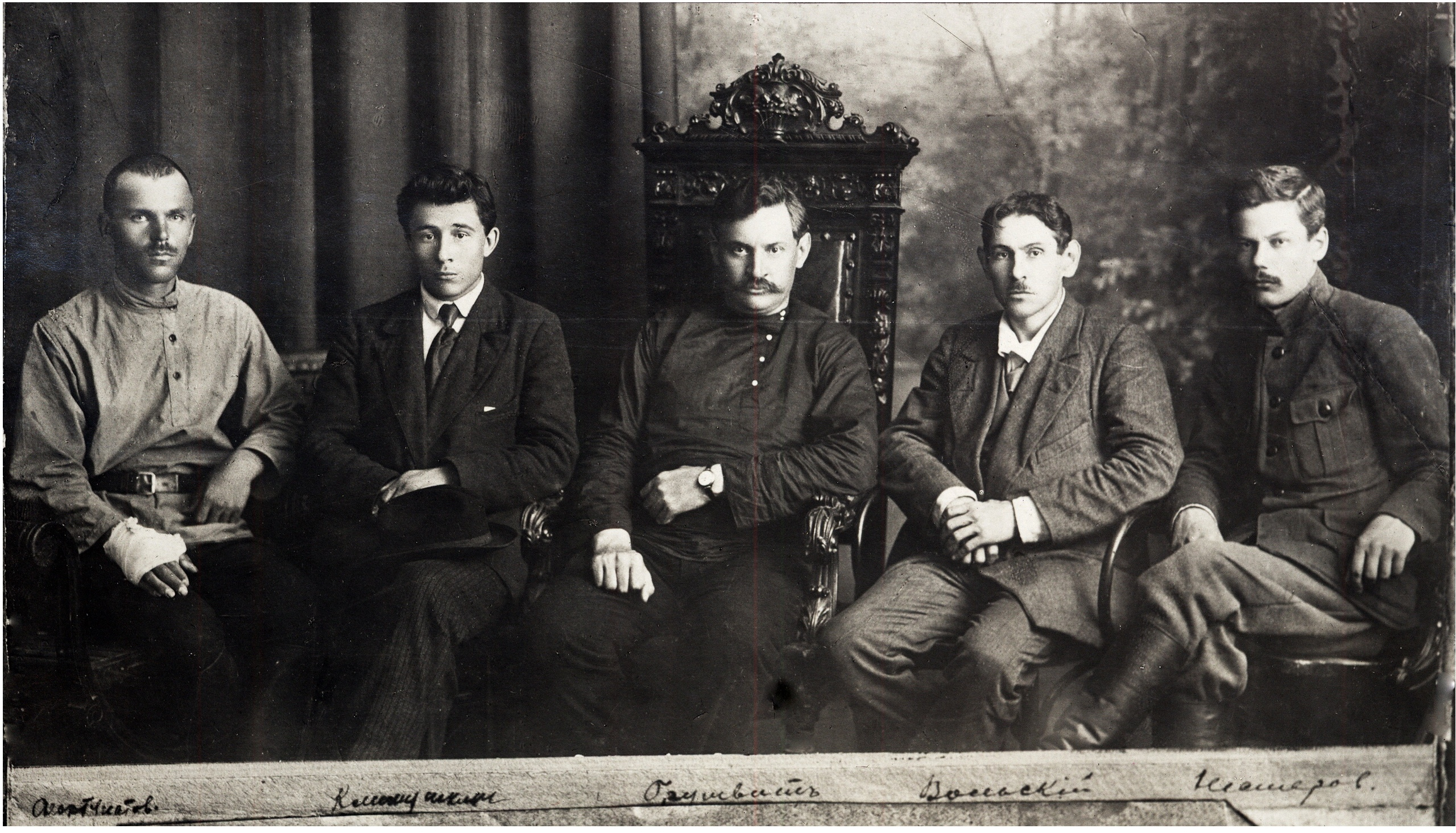
憲法制定議会の議員

憲法制定議会議員委員会（ロシア語：Комитет членов Учредительного собрания 、略称：コムーチ）はロシア内戦中のロシアの社会民主主義者らによる政府。チェコスロバキア軍団がサマーラを占領した後、同地に結成された。

## 概要
コムーチは自身がロシアの最高権威であると宣言し、新しい議会組織の召集まで干渉主義者と白軍に占領された地域で一時的に全ロシア憲法制定議会を代表して行動した。初期、コムーチはボリシェヴィキに解散させられた全ロシア憲法制定議会の5人の社会革命党員(V.K.Volsky, Ivan Brushvit, Prokopiy Klimushkin, Boris Fortunatov, Ivan Nesterov)から構成されていた。コムーチは自由を回復しと基本行動指針を前へ進めるとする布告を発布した。N. ShmelevとV. Abramovはこれに名前が加えられた。
その後、憲法制定議会の社会革命党員がサマーラに訪れたため規模を拡大した。この結果、9月末にはコムーチは96人の会員を抱えるに至った。
コムーチの行政機構はエフゲニー・ロゴフスキーに率いられた局長議会であった。チェコ軍団の協力で権力をつかみ続け、コムーチは民主的自由の復権を発表した。彼らは公式に一日8時間労働を制定し、労働者や農民の集会を容認し、施設・工業委員会や運輸連合を保持した。コムーチはソビエト法令を廃止し、全ての施設、工場、銀行を元の所有者に戻し、個人企業やゼムストヴォ、市議会や他の社会機構の復旧の自由を宣言した。地元社会にリップサービスを行いつつも、実際のところコムーチは地主から農業労働者が奪った冬の作物と土地を取り上げる機会を与えた。コムーチは地主とクラークの財産を守るために軍組織をロシアの農村地域へ過酷な遠征に送った。これらの兵隊は新兵と人民兵と呼ばれる後に戦時動員された人々であった。
干渉主義者やクラークからの軍事的支援、赤軍の虚弱性などから、コムーチの力は1918年6月から8月にはサマーラ県、シンビルスク県、カザン県、ウファ県、サラトフ県の地域に広がっていった。しかしながら、11月初期には農民はコムーチの資産家を優遇する性質を確信するようになり、次にコムーチへの感情は警戒に変わり、さらに時折反乱を起こすようになった。9月、コムーチの人民軍はコムーチの占領域の左翼部分での赤軍との戦闘で敗北を喫するようになった。
コムーチはシベリア共和国とともに9月8日から23日にウファで開かれた国家会議に参加した。170人の代表の内いくらかは他の小さな地方を代表していた。コムーチは会議の進行中に二つの重大な敗北に苦しみ、9月10日にはカザンを失い、シンビルスクも2日後に陥落した。この会議の結果、短命な臨時全ロシア政府の設立が決定された
。
アレクサンドル・コルチャーク軍のクーデターの後、1918年11月にウラジミール・ケッペルによって執政府と他の機構は解散させられた。